# 57-мм противотанковая пушка образца 1941 года (ЗИС-2)
57-мм противотанковая пушка образца 1941 года (ЗИС-2) (индекс ГРАУ — 52-П-271) — советская противотанковая пушка периода Великой Отечественной войны. Данное орудие, разработанное под непосредственным руководством В. Г. Грабина, в 1940 году, являлось, на момент начала серийного производства, самой мощной противотанковой пушкой в мире — настолько мощной, что в 1941 году орудие не имело достойных целей, что и привело к снятию её с производства («в связи с избыточной бронепробиваемостью» — цитата), в пользу более дешёвых и технологичных пушек. Однако, с появлением в 1943 году новых тяжелобронированных немецких танков «Тигр», производство орудия было возобновлено.
На базе ЗИС-2 создана танковая пушка, это орудие устанавливалось на первые советские серийные противотанковые самоходные артиллерийские установки ЗИС-30. 57-мм пушки ЗИС-2 воевали с 1941 по 1945 год, позже, в течение долгого времени, состояли на вооружении Советской армии. В послевоенное время многие орудия были поставлены за рубеж и, в составе иностранных армий, приняли участие в послевоенных конфликтах. По состоянию на 2016 год ЗИС-2 находилась на вооружении армий таких государств, как: Алжир, Гвинея, Никарагуа, Республика Конго, Йемен и Того.

## История создания

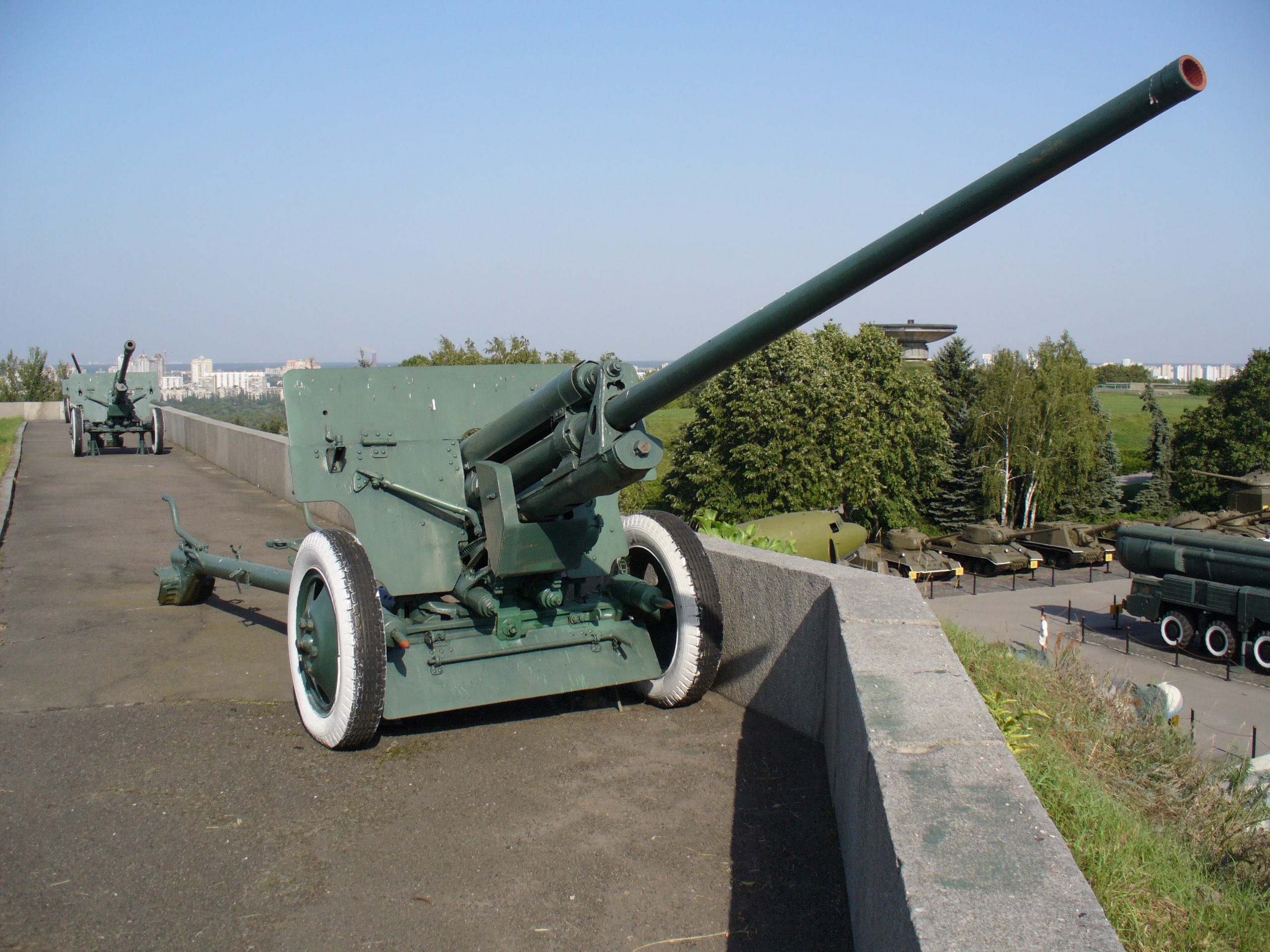
ЗИС-2 обр. 1943 г.

К весне 1940 года советское военное руководство получило разведывательную информацию о разработке в Германии тяжелобронированных танков. Данная информация, учитывая выявленную в ходе гражданской войны в Испании беззащитность танков с лёгким бронированием от огня малокалиберных противотанковых пушек (что привело к инициированию в СССР работ по созданию танков Т-34 и КВ-1), выглядела правдоподобно. Одновременно были проведены испытания обстрелом корпуса немецкого танка Pz.III, захваченного советскими войсками в ходе польской кампании 1939 года. Испытания показали, что броня данного танка, несмотря на относительно небольшую толщину, отличается высокой стойкостью, и на средних и больших дистанциях снаряды наиболее распространённых в Красной армии 45-мм противотанковых пушек пробивают её с трудом. Кроме того, после захвата Франции трофеями немецких войск стали сотни хорошо бронированных французских танков. В результате советским военным руководством принимается решение о создании мощных противотанковых пушек с высокой бронепробиваемостью. К данным работам в числе прочих было привлечено конструкторское бюро горьковского завода № 92 под руководством В. Г. Грабина.

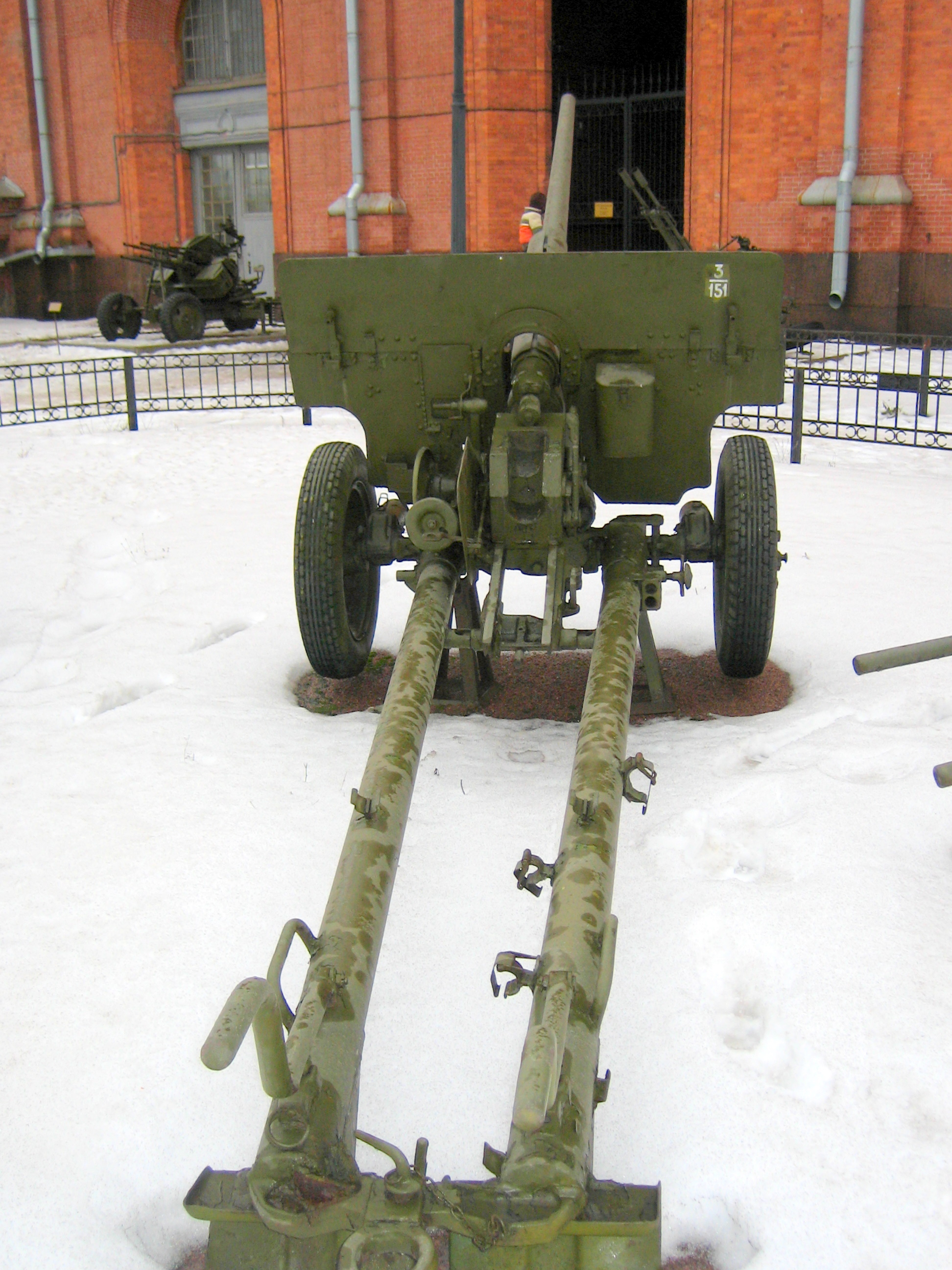
ЗИС-2 обр. 1943 г., вид сзади

До 1940 года Грабин не занимался противотанковой артиллерией, это направление традиционно было закреплено за подмосковным заводом им. Калинина. Первоначально Грабиным было выбрано два направления работ — создание пушки с коническим каналом ствола и создание противотанковой пушки классической схемы. Использование конического канала ствола позволяло резко увеличить начальную скорость снаряда, и соответственно его бронепробиваемость, при относительно небольших массогабаритных характеристиках орудия. Однако производство стволов с коническим каналом и специализированных снарядов к ним требовало чрезвычайно высокой культуры производства, а также использования большого количества дефицитных материалов (высококачественные стали, вольфрам для сердечников снарядов). После испытаний изготовленного с большим трудом опытного конического ствола работы в данном направлении было решено прекратить.
При проектировании классической противотанковой пушки, Грабин столкнулся с проблемой выбора калибра орудия. Расчёты показали бесперспективность калибра 45-мм с точки зрения резкого роста бронепробиваемости. Различными исследовательскими организациями рассматривались калибры 55 и 60 мм, но в итоге было решено остановиться на калибре 57 мм. Орудия данного калибра применялись в царской армии и флоте (пушки Норденфельда и Гочкиса), кроме того, 57-мм пушками Гочкиса были вооружены трофейные английские танки Mark V, состоявшие на вооружении Красной армии (хотя к началу 30-х годов все орудия данного типа были уже и сняты с вооружения).
Официальное задание на проектирование 57-мм противотанковой пушки было выдано заводу № 92 в июне 1940 года, а тактико-технические требования к орудию были утверждены несколько позже, 10 сентября, когда работы над орудием были в самом разгаре. Первоначально орудие получило заводской индекс Ф-31. При проектировании орудия Грабиным была использована конструктивно-технологическая схема опытного 76-мм полкового орудия Ф-24, успешно прошедшего полигонные испытания, но не принятого на вооружение.
Исходная конструкция была существенно доработана — была изменена конструкция и расположение накатника, применён тормоз отката с постоянной длиной отката, уменьшен максимальный угол возвышения, применены постоянные сошники, внесён ряд иных изменений. Ключевой особенностью новой пушки стало использование длинного (73 калибра) ствола. Одновременно, был решён вопрос с выстрелом — снаряды разработаны новые, а в качестве его гильзы была принята новая гильза, у которой диаметры корпуса и фланца (83,7 и 90 мм) соответствовали таковым у гильзы к 76-мм дивизионным пушкам, но длина самой гильзы была заметно увеличена (481 мм против 385 мм у дивизионной), дульце гильзы обжималось на калибр 57 мм. Такое решение упрощало производство боеприпасов, а также в будущем позволило почти без изменений использовать затвор ЗИС-2 при создании новой 76-мм дивизионной пушки ЗИС-3.
Опытный образец орудия был изготовлен в октябре 1940 года и прошёл заводские испытания, выявившие плохую кучность стрельбы. Причиной оказался неправильный выбор крутизны нарезки канала ствола. Ствол с новой нарезкой успешно прошёл испытания, но ещё до этого было принято решение о развёртывании серийного производства орудия, получившего в начале 1941 года заводской индекс ЗИС-2 (по названию предприятия — Завод имени Сталина) и принятого на вооружение в марте 1941 года под официальным наименованием «57-мм противотанковая пушка обр. 1941 г.». Однако, в связи с неготовностью завода к производству нового сложного орудия, отгрузка пушек в войска началась лишь летом 1941 года.
Одновременно с ЗИС-2 Грабин работал над ещё более мощной 57-мм противотанковой пушкой, получившей индекс ЗИС-1КВ. Длина её ствола составляла 86 калибров (4,9 м), лафет пушки был взят от 76-мм дивизионного орудия УСВ. Опытный образец ЗИС-1КВ был готов в январе 1941 года и прошёл полигонные испытания в феврале — мае 1941 года. Живучесть ствола пушки, вследствие её чрезвычайно высокой баллистики (начальная скорость 1150 м/с) оказалось очень низкой — уже после 50 выстрелов снаряд не получал закрутки в стволе и летел кувыркаясь. Кроме того, вес пушки оказался больше, чем вес 76-мм дивизионного орудия УСВ. В итоге работы по ЗИС-1КВ были прекращены.

## Серийное производство и дальнейшее совершенствование орудия

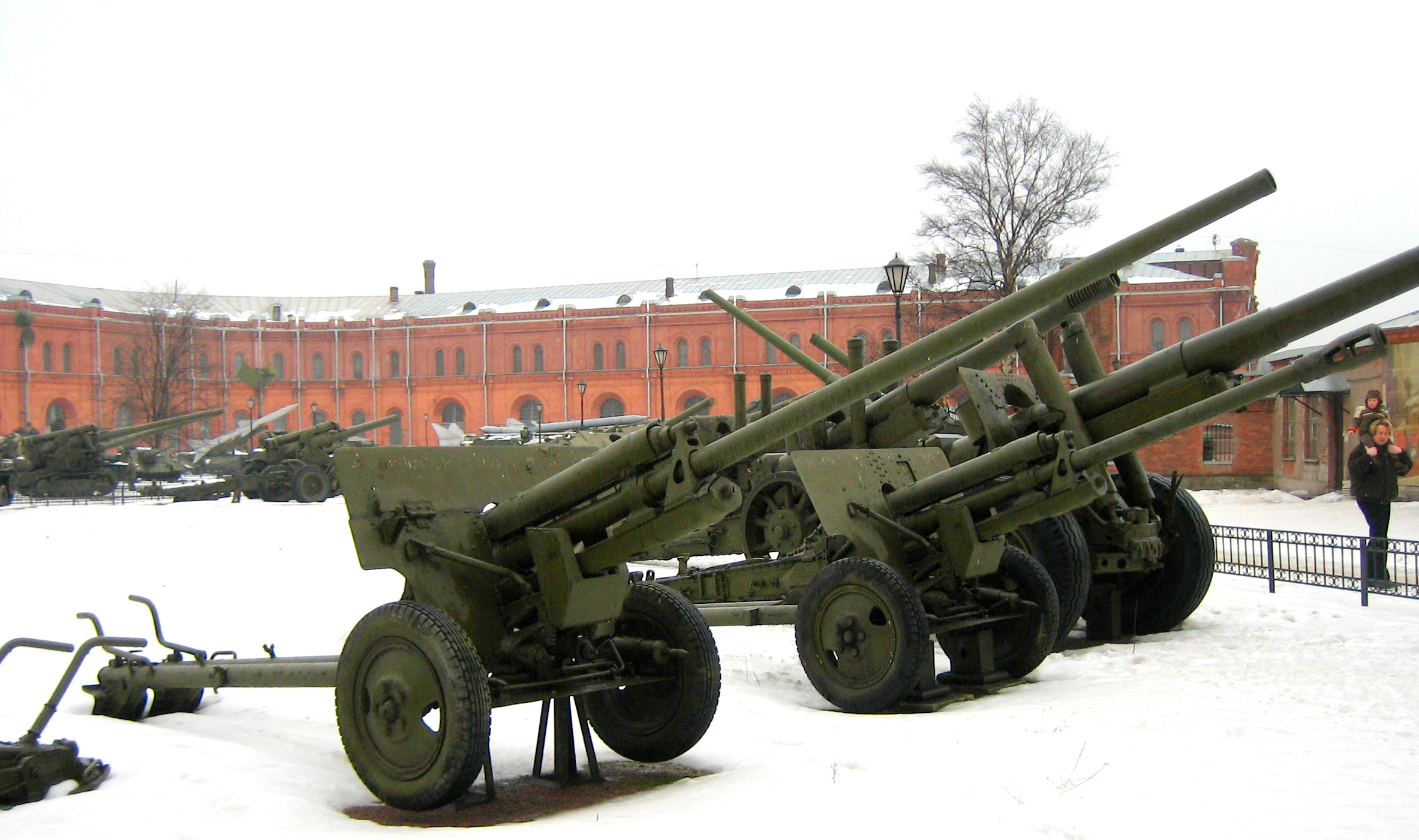
ЗИС-2 обр. 1943 г. и ЗИС-3 (на заднем плане)

Серийное производство орудия велось в 1941 году и с 1943-го по 1949 год. Освоение серийного производства орудия на горьковском заводе № 92 шло тяжело — по сравнению с ранее производившимися орудиями ЗИС-2 отличалось повышенной сложностью конструкции. Особые проблемы вызывало изготовление длинного ствола, сопровождавшееся большим количеством брака. При освоении серийного производства отделом главного конструктора завода была проведена большая работа по повышению культуры производства, однако окончательно отработать технологию так и не удалось. В ноябре 1941 года было принято решение о приостановке серийного производства ЗИС-2. Данное решение было вызвано рядом причин:
- избыточной мощностью пушки и отсутствием острой необходимости в ней. Информация о тяжелобронированных танках не подтвердилась, толщина лобовой брони немецкой бронетехники в 1941 году не превышала 60 мм, бортовой — 40 мм[7]. В этих условиях эффективность хорошо освоенных в серийном производстве 45-мм и 76-мм пушек была достаточной;
- низкой технологичностью и высокой стоимостью орудия;
- загруженностью сталинградского завода «Баррикады» выпуском 76-мм дивизионных пушек УСВ, в связи с чем завод был вынужден прекратить выпуск стволов ЗИС-2, а завод № 92 с производством стволов не справлялся;
- проблемами с выпуском боеприпасов — производство снарядов калибра 57-мм ранее в СССР не велось, развёртывание их изготовления после начала войны было сопряжено с рядом трудностей, связанных, в частности, с эвакуацией боеприпасного завода.

Всего с июля по начало декабря 1941 года было изготовлено 371 орудие ЗИС-2, из которых 100 пушек было установлено на самоходных артиллерийских установках ЗИС-30 и одно на полугусеничном автомобиле ЗИС-22. Изготовленный осенью 1941 года прототип получил обозначение ЗИС-41.
В полевом варианте было собрано 270 орудий.
Грабин попытался решить технологические проблемы ЗИС-2, спроектировав пушку ИС-1, представлявшую собой ЗИС-2 с укороченным на 10 калибров стволом с соответствующим ухудшением баллистики. Пушка ИС-1 6 июня 1942 года была направлена на испытания, по результатам которых от принятия её на вооружение было решено отказаться.
Конструктивные элементы ЗИС-2 (в частности, лафет и затвор) были широко использованы при создании 76-мм дивизионной пушки ЗИС-3, фактически представляющей собой комбинацию качающейся части 76-мм пушки УСВ и лафета ЗИС-2. Пушка ЗИС-3 была принята на вооружение и выпускалась большой серией, став, по мнению ряда отечественных исследователей, лучшим в мире орудием в своём классе.
|                  | Производство 57-мм противотанковых пушек обр. 1941 и 1943 г. (ЗИС-2), шт. |      |      |      |      |      |      |      |      |
| Производитель    | 1941                                                                      | 1942 | 1943 | 1944 | 1945 | 1946 | 1947 | 1948 | 1949 |
| № 92 (Горький)   | 371                                                                       | 0    | 1855 | 2525 | 3695 |      |      |      |      |
| № 235 (Воткинск) |                                                                           |      |      |      | 1370 | 2400 | 287  | 500  | 507  |

|       | Производитель  | июль | август | сентябрь | октябрь | ноябрь | декабрь | Всего |
| ----- | -------------- | ---- | ------ | -------- | ------- | ------ | ------- | ----- |
| ЗИС-2 | № 92 (Горький) | 8    | 26     | 57*      | 136*    | 142    | 2       | 371   |
| ЗИС-4 | № 92 (Горький) |      | 12     | 23       | 7       |        |         | 42    |

*Включая 100 орудий, установленных на САУ ЗИС-30 и одно — на ЗИС-41.
18 января 1943 года советскими войсками на Ленинградском фронте был впервые захвачен образец нового немецкого тяжёлого танка Pz.VI «Тигр», почти одновременно был захвачен и второй такой танк. С 24 по 30 апреля 1943 года один из захваченных «Тигров» был испытан обстрелом из отечественных и поставляемых по ленд-лизу противотанковых и танковых пушек. Результаты данного обстрела показали, что наиболее распространённые в Красной армии 45-мм и 76-мм орудия недостаточно эффективны, в отличие от ЗИС-2, которая продемонстрировала способность бороться с данным типом танка на большинстве реальных дистанций боя. В результате было принято решение о восстановлении производства ЗИС-2 на заводе № 92. 15 июня 1943 года орудие было вновь принято на вооружение под официальным наименованием «57-мм противотанковая пушка обр. 1943 г.».
Орудие образца 1943 года имело ряд отличий от пушек выпуска 1941 года, направленных в первую очередь на повышение технологичности производства орудия. Тем не менее, восстановление серийного производства проходило с трудом — снова возникли технологические проблемы с изготовлением стволов, кроме того, завод был сильно загружен программой выпуска 76-мм дивизионных и танковых пушек, имевших с ЗИС-2 ряд общих узлов; в этих условиях наращивание производства ЗИС-2 на существующем оборудовании могло осуществляться лишь за счёт снижения объёма производства данных орудий, что являлось недопустимым. В результате первая партия ЗИС-2 для проведения государственных и войсковых испытаний была выпущена в мае 1943 года, причём при производстве данных орудий широко использовался законсервированный на заводе с 1941 года задел. Массовый выпуск ЗИС-2 был организован к октябрю — ноябрю 1943 года, после ввода в строй новых производственных мощностей, обеспеченных поставленным по ленд-лизу оборудованием. С 1945 года к производству ЗИС-2 подключился завод № 235, с 1947-го по 1949 год данные орудия производились только на этом заводе. С 1950-го по 1951 год выпускались только стволы ЗИС-2, с 1957 года на заводе № 235 производилась модернизация ранее выпущенных ЗИС-2 в вариант ЗИС-2Н.
В 1949 году на заводе № 235 была проведена модернизация ЗИС-2. Опытное орудие, получившее индекс В-22, прошло испытания летом 1949 года, по результатам которых была выявлена необходимость доработки орудия. В 1950 году работы по В-22 были прекращены. С 1945 года рядом конструкторских бюро были начаты работы по созданию новой 57-мм пушки взамен ЗИС-2, завершившиеся принятием на вооружение в 1951 году пушки Ч-26.

## Устройство
Пушка ЗИС-2 представляет собой классическое для артиллерии периода Второй мировой войны длинноствольное противотанковое орудие с раздвижными станинами, полуавтоматическим клиновым затвором и подрессоренным колёсным ходом. Конструктивно пушка разделяется на ствол с затвором и лафет. Последний, в свою очередь, состоит из противооткатных устройств, люльки, верхнего станка, механизмов наводки, уравновешивающего механизма, нижнего станка, боевого хода с подрессориванием, щитового прикрытия и прицельных приспособлений.

### Ствол

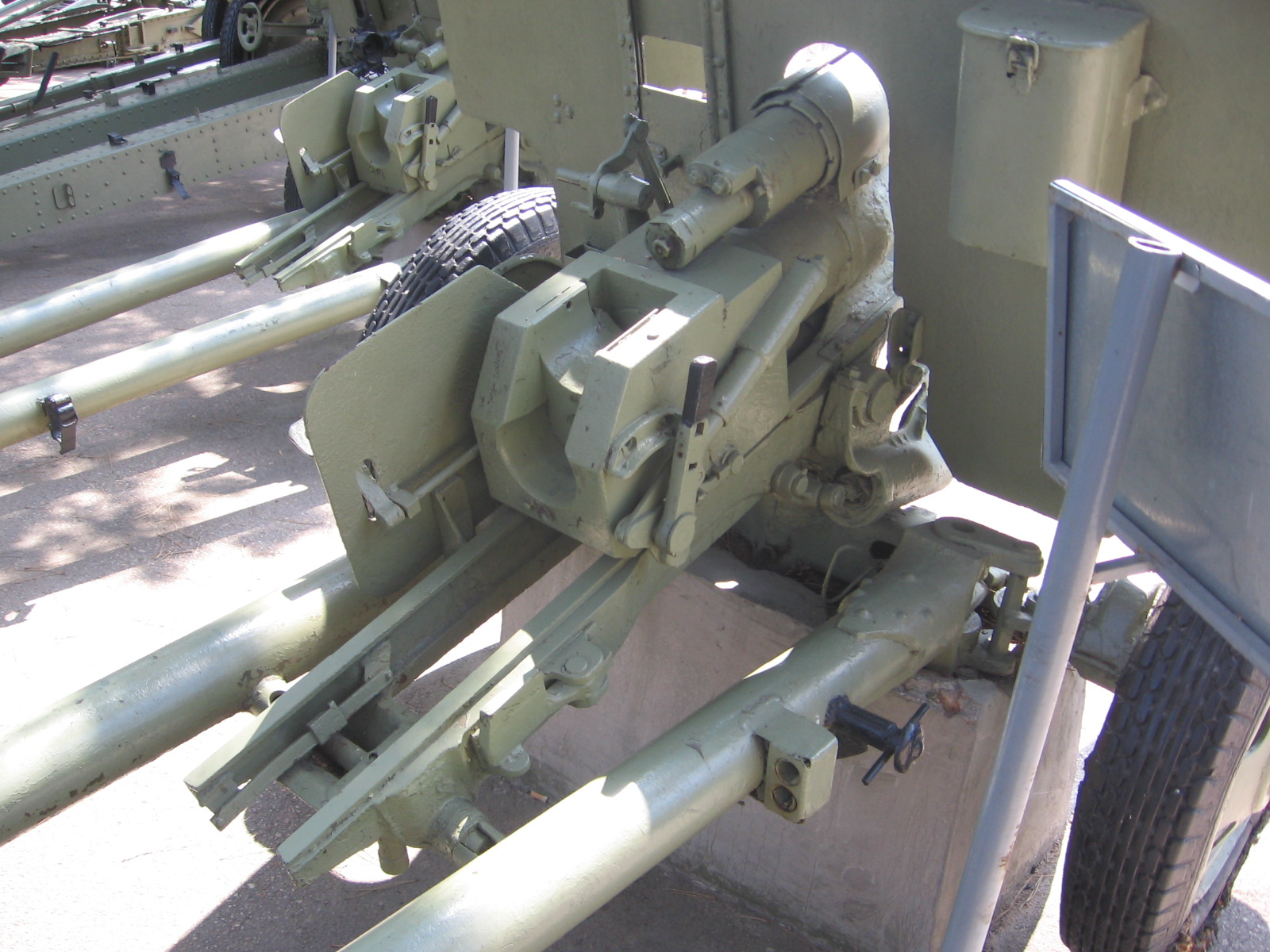
ЗИС-2 обр. 1943 г. Казённик.

ЗИС-2 обр. 1941 года имели стволы как со свободной трубой, так и моноблоки, ЗИС-2 обр. 1943 года — только моноблоки. Ствол со свободной трубой состоит из кожуха, казённика, свободной трубы, передней и задней обойм. Ствол моноблок состоит из трубы, казённика, муфты, передней и задней обойм. Труба служит для направления полёта снаряда и придания ему вращательного движения, канал трубы разделяется на нарезную часть и патронник, соединяемые коническим скатом, в который при заряжании упирается ведущий поясок снаряда. Нарезная часть имеет 24 нареза постоянной крутизны, длина хода нарезов 30 калибров, глубина нарезов 0,9 мм, ширина нареза — 5,34 мм, ширина поля — 2,1 мм. Камора длиной 505,8 мм, объёмом 2,05 дм³. Длина ствола — 73 калибра (4,16 м).
Казённик служит для размещения и закрепления деталей затвора и полуавтоматики, представляет собой массивную стальную отливку. Муфта служит для соединения ствола и казённика. Кожух, передняя и задняя обоймы предназначены для соединения всех деталей ствола, а также для обеспечения крепления ствола и противооткатных устройств.

### Затвор
Затвор клиновой с опускающимся вниз клином и полуавтоматикой механического (копирного) типа. Состоит из запирающего, ударного, выбрасывающего механизмов и полуавтоматики. Полуавтоматика затвора (состоящая из закрывающего механизма и копирного устройства) обеспечивает автоматическое открывание и закрывание затвора, заряжание и выстрел происходят вручную. Для производства выстрела служит спусковой механизм кнопочного типа.

### Люлька и противооткатные устройства

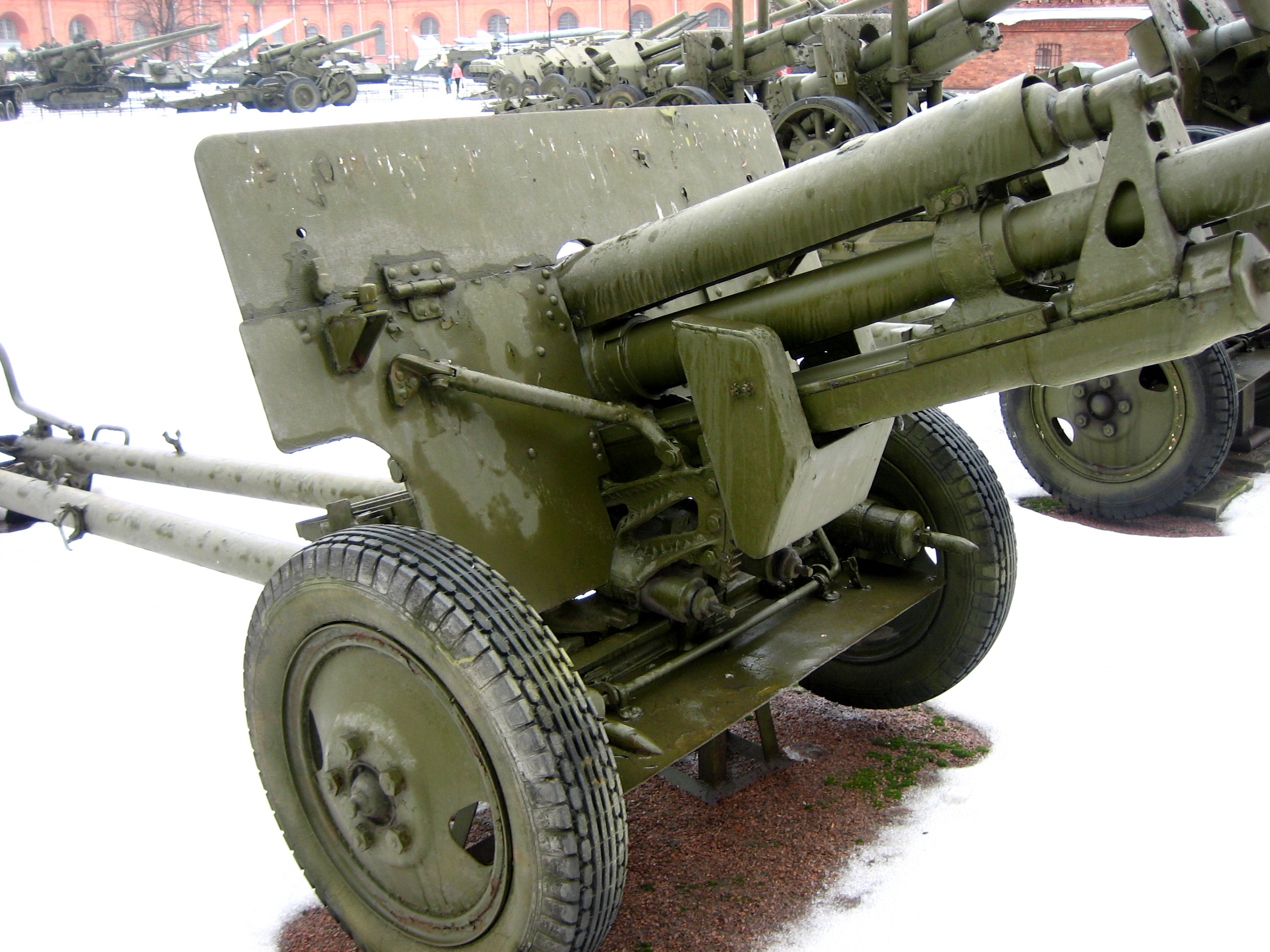
Люлька и противооткатные устройства ЗИС-2 обр. 1943 г. Орудие позднего выпуска (с откидным верхним щитом)

Люлька служит для направления движения ствола при откате и накате, а также для размещения противооткатных устройств и представляет собой корытообразную стальную отливку. Противооткатные устройства состоят из гидравлического тормоза отката и воздушно-гидравлического накатника. Тормоз отката смонтирован под стволом, накатник — над стволом; их соединение со стволом осуществляется при помощи передней и задней обойм. Тормоз отката наполняется жидкостью стеол (глицериновая жидкость) или веретённым маслом в количестве 4 л (в пушках обр. 1943 года — 4,4 л), накатник — также стеолом в количестве 4,27 л и воздухом под давлением 25—28 атм (накатник пушек обр. 1943 года заполняется стеолом, а также воздухом либо азотом при начальном давлении 32 атм). Нормальная длина отката составляет 970—1060 мм, предельная — 1100 мм, при выстреле противооткатные устройства откатываются вместе со стволом.

### Станок
Верхний станок, служащий основанием вращающейся части орудия, представляет собой стальную отливку, соединяемую боевым штырём с нижним станком. К верхнему станку крепятся подъёмный, поворотный и уравновешивающий механизмы. Нижний станок состоит из лобовой коробки и раздвижных станин. Лобовая коробка представляет собой стальную отливку с отверстием для боевого штыря и креплений станин. Станины раздвижные, выпускались в двух вариантах: коробчатые (на орудиях обр. 1941 года) и трубчатые (на орудиях как образца 1941 года, так и образца 1943 года). К станинам приварены шкворневые лапы, поручни и кронштейны прави́л, а также приклёпаны сошники.

### Механизмы наведения

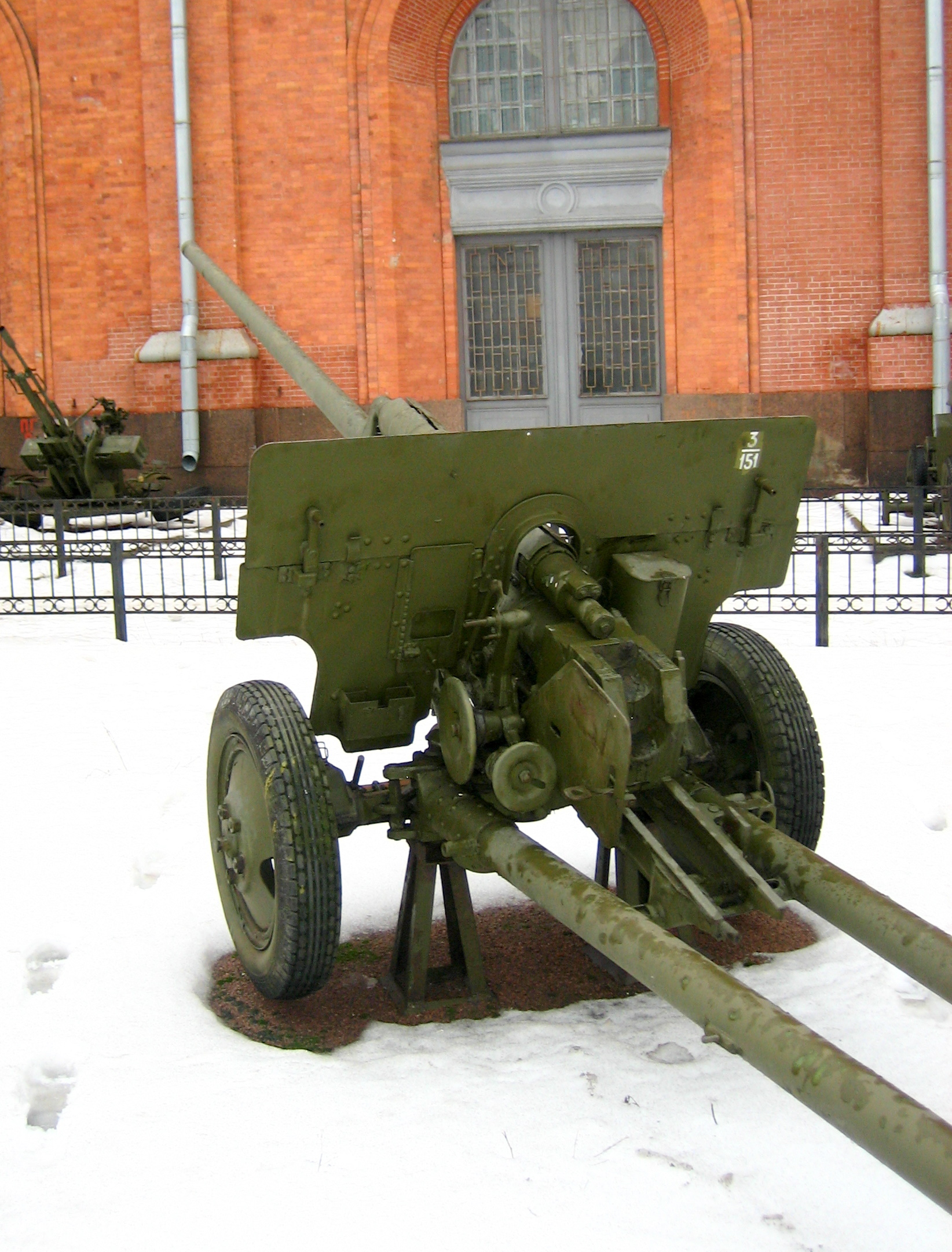
ЗИС-2 обр. 1943 г., вид сзади-слева. Видны маховики механизмов горизонтального и вертикального наведения

Механизмы наведения орудия служат для его наводки в вертикальной и горизонтальной плоскости и состоят из подъёмного и поворотного механизмов. Подъёмный механизм секторного типа, размещён с левой стороны орудия. Состоит из червячной и конической передач, шарнирного привода, вала с шестернями и двух секторов, закреплённых на верхнем станке. Поворотный механизм винтовой толкающего типа, размещён с левой стороны орудия, обеспечивает наведение в горизонтальной плоскости вправо на 30 градусов и влево — на 27 градусов. В маховике поворотного механизма смонтирован кнопочный спуск. Усилие на маховике подъёмного механизма составляет около 4 кг, поворотного — около 4,8 кг.

### Уравновешивающий механизм
Уравновешивающий механизм предназначен для уравновешивания качающейся части орудия (имеющей из-за длинного ствола перевес на дульную часть) относительно цапф люльки, что облегчает работу подъёмного механизма. Механизм пружинный, тянущего типа, смонтирован в двух цилиндрах, закреплённых на верхнем станке.

### Боевой ход
Ход орудия состоит из боевой оси с подрессориванием и колёс. Боевая ось прямая, представляет собой балку двутаврового сечения с цилиндрическими концами. Подрессоривание пружинное, собрано в двух цилиндрах, закреплённых на концах боевой оси. При разведении станин подрессоривание отключается автоматически. Колёса дисковые, от грузового автомобиля ГАЗ-АА, но с изменённой ступицей. Шина заполнена изнутри губчатой резиной.

### Щитовое прикрытие
Щитовое прикрытие предназначено для защиты расчёта и механизмов орудия от пуль, осколков и взрывной волны. Состоит из верхнего (основного) щита, подвижного (среднего) щита, нижнего откидного щита и бронировки накатника. Верхний щит крепится к верхнему станку при помощи штанг, в щите сделаны вырезы для качающейся части орудия и для наблюдения через прицел при прямой наводке. В орудиях поздних серий выпуска верхняя часть щита сделана откидной. Подвижный щит крепится к люльке и защищает секторы подъёмного механизма. Нижний откидной щит опускается при переводе орудия в боевое положение, в походном положении он поднят и прикреплён к кронштейнам боевой оси. Бронировка накатника (введена на орудиях обр. 1943 года) состоит из двух щитков, которые крепятся к обоймам ствола. Толщина щитового прикрытия составляла 6 мм.

### Прицельные приспособления

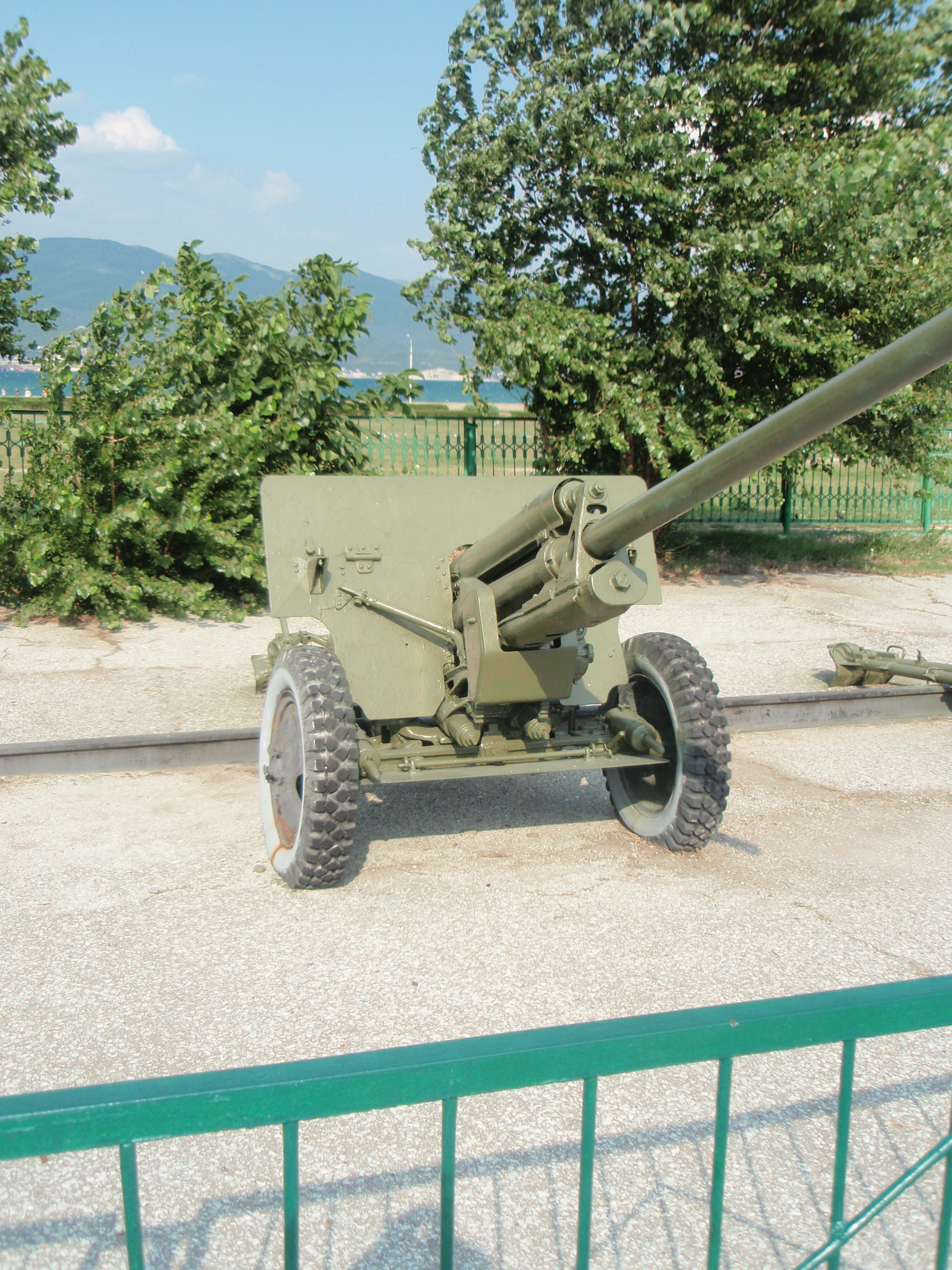
ЗИС-2 обр. 1943 г. в музее-заповеднике «Малая земля», Новороссийск

Прицельные приспособления состоят из оптического прицела ПП2 (ПП1-2), оси прицела и шарнирного привода. Прицел имеет увеличение 2× и поле зрения 20°, позволяет вести огонь как прямой наводкой, так и с закрытых огневых позиций. Конструктивно, прицел состоит из панорамы и корпуса прицела. Ось прицела и шарнирный привод служат для крепления прицела к соответственно к верхнему станку и качающейся части орудия. В послевоенные годы, использовались прицелы ОП2-55, ОП4-55 и ОП4М-55; модификация ЗИС-2Н дополнительно имела ночной прицел АПН-57 или АПНЗ-55.

### Передок
Передок орудия предназначен для перемещения пушки как конной, так и механической тягой (при использовании механической тяги орудие могло буксироваться и без передка). Конструктивно передок состоит из короба, сцепного устройства, хода с подрессориванием, стрелы механической тяги, лотков для патронов, дышла и ваги с вальками для перевозки конной тягой. Для орудий обр. 1943 года использовался унифицированный передок обр. 1942 года (разработанный для 76-мм дивизионных и полевых пушек). В обоих случаях в передке размещалось 24 патрона (6 лотков по 4 патрона). Буксировка орудия производилась в начале войны полубронированным тягачом «Комсомолец», а также автомобилями ГАЗ-64, ГАЗ-67, ГАЗ-АА, ГАЗ-ААА, ЗИС-5, с середины войны для этой цели широко использовались поставляемые по ленд-лизу полугрузовые автомобили Dodge WC-51 («Додж 3/4») и полноприводные грузовые автомобили Studebaker US6. При необходимости, могла использоваться и конная тяга шестёркой лошадей. Скорость буксировки по хорошей дороге составляла при использовании конной тяги до 15 км/ч, при использовании механической тяги с передком — до 35 км/ч, без передка — до 60 км/ч.

### Перевод орудия из походного положения в боевое
При переводе орудия из походного положения в боевое было необходимо:
1. Снять шкворневые лапы с тягового крюка передка (или тягача);
2. Снять чехлы дульной и казённой частей пушки;
3. Вынуть стопор крепления станин по-походному;
4. Освободить люльку от крепления её по-походному;
5. Развести станины до отказа;
6. Опустить нижний откидной щит;
7. Открыть окно для прицеливания;
8. Сдвинуть ползушку указателя отката в крайнее переднее положение;
9. Поставить шкалы углов прицеливания и углов места цели прицела на нулевые деления, а угломерные шкалы на 30-00;
10. При наличии времени до открытия огня, очистить от грязи и пыли кнопочное устройство спуска, механизм подрессоривания, шестерни и секторы подъёмного механизма.

## Модификации и варианты

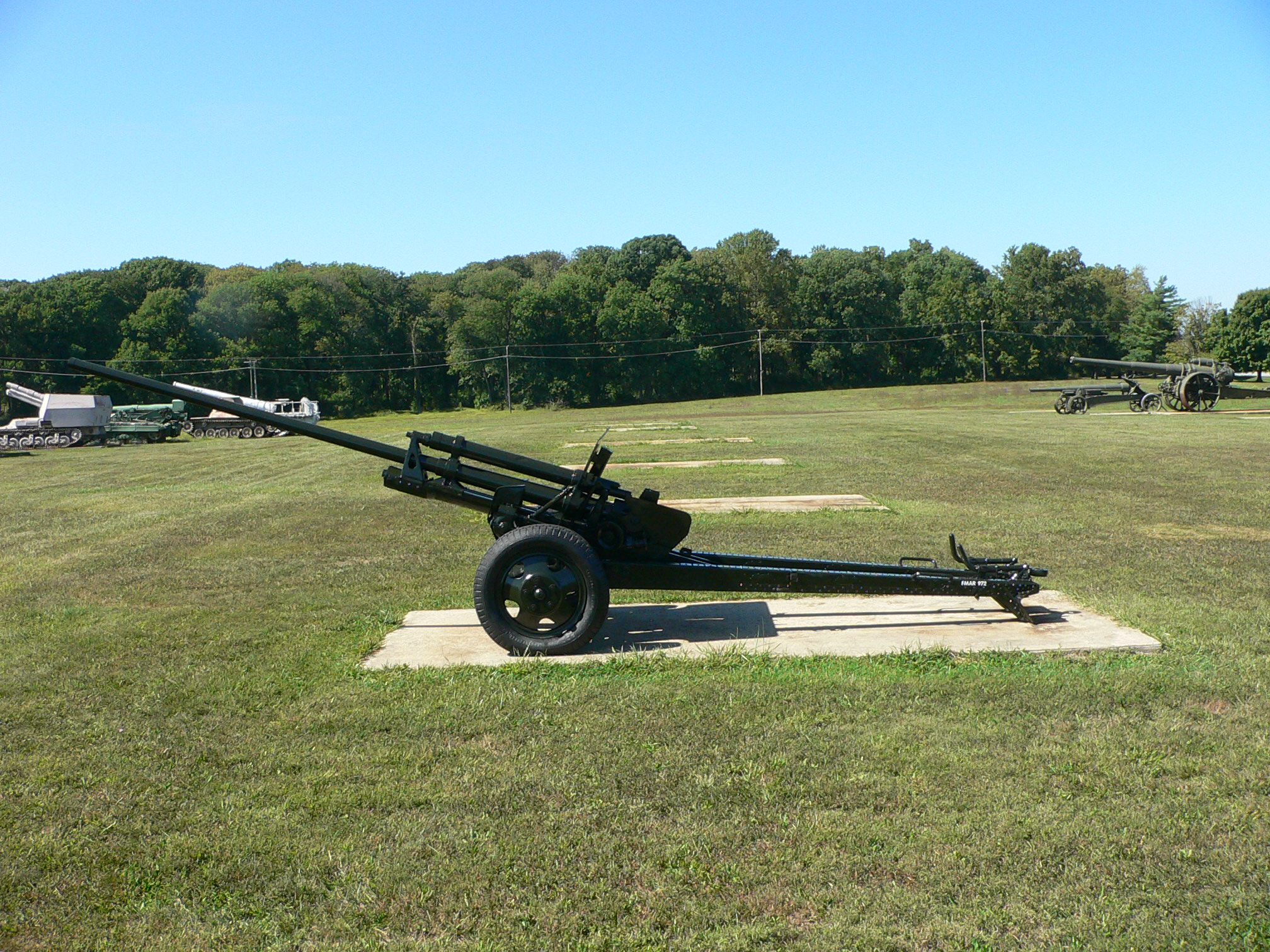
ЗИС-2 обр. 1941 года в американском музее, видны коробчатые станины

### Полевые орудия
- ЗИС-2 обр. 1941 года — первый серийный вариант, на большинстве орудий коробчатые станины, прицел ПП2;
- ЗИС-2 обр. 1943 года — лафет и передок унифицированы с ЗИС-3, угол горизонтального наведения 54—56°, высота линии огня 875 мм, трубчатые станины, изменения в накатнике, прицел ПП1-2;
- ЗИС-2Н — установлен ночной прицел АПН-57 или АПН3-55, принята на вооружение в 1957 году[13].

### Самоходные орудия
- Модификация для установки на САУ ЗИС-30 — вращающаяся часть ЗИС-2 обр. 1941 года со штатным щитом;
- Качающаяся часть ЗИС-2 обр. 1943 года для установки на опытные противотанковые САУ, серийно не выпускалась.

### Танковое орудие ЗИС-4 и ЗИС-4М
В конце 1940 года КБ завода № 92 в инициативном порядке спроектировало 57-мм танковую пушку ЗИС-4, представляющую собой 76-мм танковую пушку Ф-34, труба ствола которой была заменена на ствол ЗИС-2. Поскольку новый ствол имел бо́льшую длину, для восстановления уравновешенности к нижней части люльки орудия добавили грузы-противовесы; кроме того, вместо прицела ТОП был установлен прицел ТМФД. Пушка была установлена на танке Т-34 и прошла испытания в апреле — мае 1941 года, по итогам которых была рекомендована к производству при условии устранения выявленных недостатков. Повторные испытания доработанного варианта орудия были успешно проведены в июле 1941 года, орудие было запущено в производство. Точное количество произведённых пушек ЗИС-4 неизвестно, но не превышает 30 штук, из которых 10 были в сентябре 1941 года установлены на танки Т-34. Данные танки поступили на вооружение 21-й танковой бригады, участвовавшей в боях в районе Калинина с 15 октября 1941 года. К концу этого месяца все танки Т-34 бригады, вооружённые 57-мм пушками, были потеряны. К концу 1941 года серийное производство ЗИС-4 было прекращено, имеющийся на заводе задел законсервирован.
Весной 1943 года, в рамках проводимой кампании по разработке средств борьбы с новыми, хорошо забронированными немецкими танками и САУ (в первую очередь, с тяжёлым танком «Тигр») производство ЗИС-4 было восстановлено. Уже в мае завод № 92, используя задел 1941 года, отгрузил 5 орудий, 4 из которых в июле 1943 года были установлены на танки Т-34. После проведения полигонных испытаний, три танка с 21 августа по 5 сентября 1943 года проходили испытания на фронте, прошедшие удовлетворительно. Завод № 92 выпустил установочную партию новых орудий (в несколько модернизированном варианте под индексом ЗИС-4М) в количестве 170 пушек, но к сентябрю 1943 года было принято решение отказаться от производства Т-34 с 57-мм пушками в связи с успешным продвижением работ по 85-мм танковым пушкам Д-5Т и ЗИС-С-53, имевшим значительно более мощный осколочно-фугасный снаряд, что было крайне важным для предстоявших наступательных операций РККА, и выпущенные орудия на танки не устанавливались.

## Самоходные артиллерийские установки с ЗИС-2
1 июля 1941 года приказом наркома вооружения Д. Ф. Устинова заводу № 92 приказано разработать и изготовить 57-мм противотанковую пушку на самоходном шасси. К концу июля 1941 года заводом изготовлены и поступили на испытания два варианта самоходных установок с ЗИС-2, отличавшихся типом использованного шасси: на базе полубронированного тягача «Комсомолец» (ЗИС-30) и на базе грузовика ГАЗ-ААА с забронированной кабиной (ЗИС-31). На проведённых в июле-августе сравнительных испытаниях предпочтение отдано ЗИС-30, как более проходимой и использующей менее дефицитное шасси. Серийное производство САУ началось 21 сентября 1941 года и закончилось 15 октября 1941 года по причине отсутствия тягачей (с августа 1941 года их производство было прекращено). Всего, включая опытный образец, выпущена 101 установка ЗИС-30: с конца сентября они начали поступать в войска. Все ЗИС-30 поступили на вооружение противотанковых батарей танковых бригад Западного и Юго-Западного фронтов и приняли активное участие в боях, в частности в битве под Москвой. Первоначально машины показали себя хорошо, но при длительной эксплуатации проявились их существенные недостатки (перегруженность шасси, неустойчивость установки, небольшой возимый боекомплект и т. п.). К лету 1942 года практически все ЗИС-30 либо потеряны, либо вышли из строя по причине поломок.
В начале октября 1941 года создана САУ ЗИС-41, представляющая собой установку вращающейся части ЗИС-2 на специально забронированное шасси полугусеничного автомобиля ЗИС-22М. Испытания установки в ноябре 1941 года прошли успешно, но на вооружение она не принята в связи со сворачиванием серийного производства ЗИС-2 и неопределённостью серийного производства ЗИС-22М. В конце ноября 1941 года все работы по ЗИС-30 и ЗИС-41 прекращены.
В августе 1943 года проведены испытания изготовленной заводом № 38 машины СУ-57, представляющей собой установку качающейся части ЗИС-2 в лёгкую САУ СУ-76М. На вооружение машина не принималась по причине несоответствия концепции противотанковой САУ (военные требовали от машин этого типа наличия полностью закрытого корпуса и противоснарядного бронирования). Летом 1943 года в рамках концепции по переводу полевой артиллерии на самодвижущиеся лафеты заводом № 38 начаты работы по частично бронированной самоходке ОСА-57. Эскизный проект машины одобрен ГАУ, сведения о его реализации отсутствуют, на вооружение машина не принималась.

## Организационно-штатная структура
В 1941 году ЗИС-2 согласно утверждённой организационно-штатной структуре могли поступать в противотанковые дивизионы стрелковых дивизий или бригад (в обоих случаях — 3 батареи по 4 орудия, всего 12 пушек), либо в противотанковые полки РГК (от 16 до 24 орудий, в зависимости от количества батарей в полку). С весны 1942 года, в связи со снятием с производства и небольшим количеством выпущенных орудий, пушки ЗИС-2 из штатов исключаются. С восстановлением производства ЗИС-2 в 1943 году орудия поступали в истребительно-противотанковые артиллерийские полки (иптап) — по 20 орудий на полк. С декабря 1944 года ЗИС-2 вводятся в штаты гвардейских стрелковых дивизий — в полковые противотанковые батареи и в истребительно-противотанковый дивизион (12 пушек). В июне 1945 года на аналогичный штат были переведены и обычные стрелковые дивизии. Также в конце войны по 4 ЗИС-2 имелось на вооружении кавалерийских полков.

## Служба и боевое применение

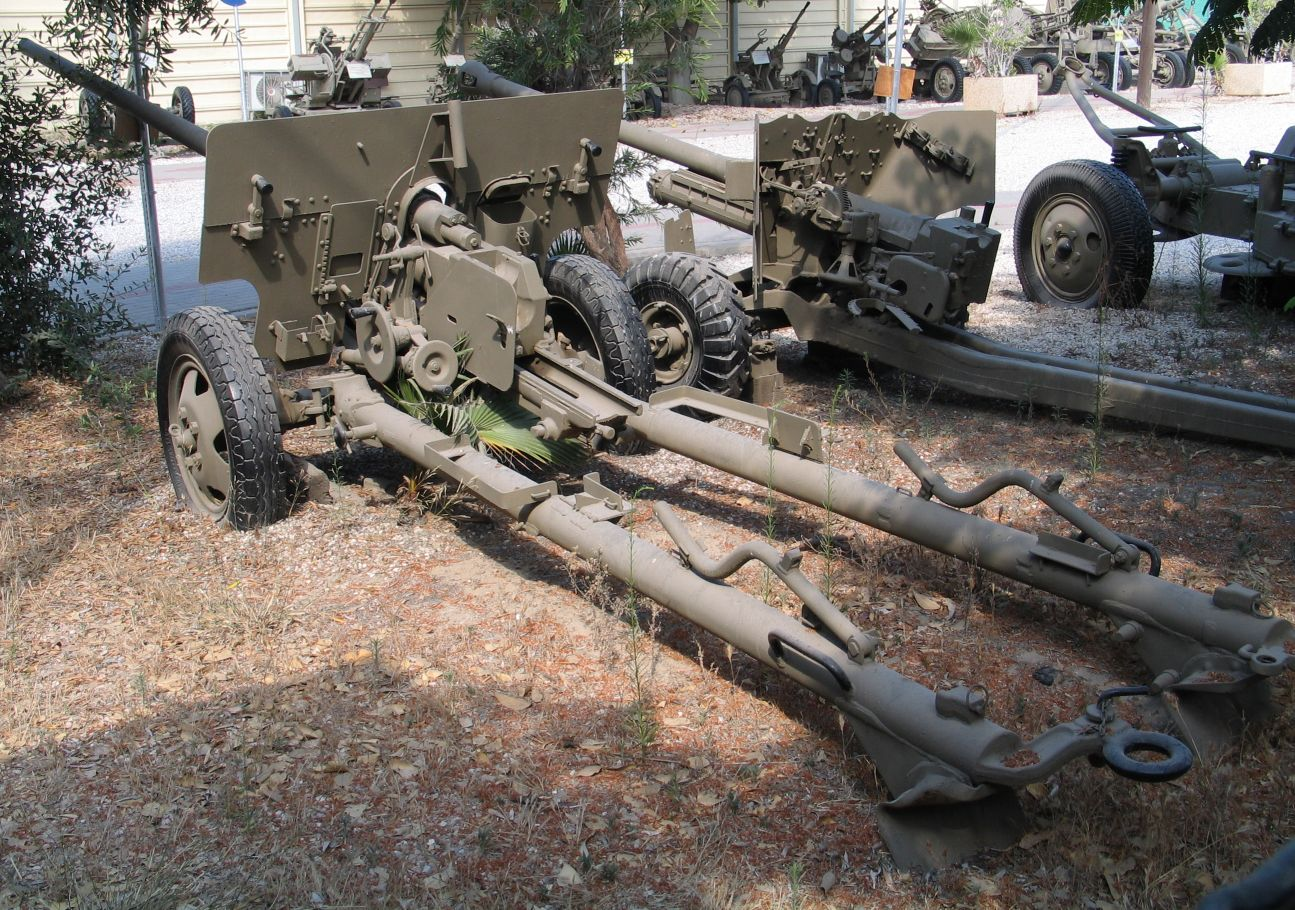
ЗИС-2 обр. 1943 г. (позднего выпуска) в экспозиции музея Batey ha-Osef, Тель-Авив. Справа — 57-мм британская QF 6 pounder

Согласно руководству службы орудия пушка предназначалась для решения следующих задач:
- уничтожение танков и других мотомеханизированных средств противника;
- подавление и уничтожение пехотных огневых средств противника;
- уничтожение огневых средств противника, установленных открыто.

Об использовании ЗИС-2 в начальный период войны, вследствие небольшого количества произведённых в 1941 году орудий, известно мало. На 22 июня 1941 года ни одной пушки ЗИС-2 в войсках не было. Из-за потерь количество пушек в войсках постепенно уменьшалось — к 1 сентября 1941 года было потеряно 6 пушек, к 1 декабря 1941 года — 34 пушки, всего за 1941 год потери составили 66 орудий. За первую половину 1942 года потеряно 127 орудий, за вторую половину — 24 орудия. К 1 июня 1943 года в войсках ещё находились 34 ЗИС-2 обр. 1941 года. Несмотря на имеющиеся трудности, выпущенные орудия были обеспечены боеприпасами: в 1941 году подано войскам 310 тысяч 57-мм выстрелов, в 1942 году — ещё 82 тысячи выстрелов; на 1 января 1943 года ещё имелось в наличии 220 тысяч выстрелов. В 1942 году войсками израсходовано 50,5 тысяч 57-мм снарядов.
После восстановления производства в 1943 году количество ЗИС-2 в войсках стало постепенно увеличиваться. В Курской битве орудия этого типа приняли очень ограниченное участие — в войсках Воронежского фронта таких пушек не было совсем, а Центральный фронт располагал лишь 4 истребительно-противотанковыми полками с ЗИС-2, которые в ходе оборонительного этапа сражения израсходовали 11,5 тысяч выстрелов. В целом в 1943 году роль ЗИС-2 по сравнению с другими орудиями оставалась незначительной — за год этими пушками было израсходовано лишь 76 тысяч снарядов (для сравнения, расход снарядов для 45-мм противотанковых и танковых пушек за тот же период составил более 12 миллионов штук).
В 1944 году количество ЗИС-2 на фронте и их роль существенно возросли. На 1 января 1944 года имелось около 1700 орудий этого типа, в течение года поставлено в войска около 2300 орудий, потери за год составили около 1100 орудий, за данный период было израсходовано 460,3 тысяч 57-мм снарядов.
В 1945 году ЗИС-2 использовались наиболее интенсивно. За январь-май 1945 года войска получили около 800 ЗИС-2, потери составили порядка 500 орудий, израсходовано 580,1 тысяч 57-мм снарядов. 57-мм пушки приняли активное участие в боях у озера Балатон в Венгрии, где немецкими войсками массированно использовалась бронетехника, и совместно с противотанковыми орудиями других типов сыграли главную роль в уничтожении танков и САУ противника. Общая численность ЗИС-2 в этой операции, как и других, не очень велика, но заметна: так, на 6 марта 1945 года в частях 3-го Украинского фронта имелось 129 ЗИС-2, 516 45-мм противотанковых пушек и 1167 76-мм дивизионных пушек. Использовались ЗИС-2 и в битве за Берлин, иногда выполняя несвойственные для противотанковых орудий функции. Так, 29 апреля 1945 года 320-й гвардейский истребительно-противотанковый полк оказался на пути немецких частей, прорывавшихся из Хальбского «котла». Завязавшийся бой напоминал сражения наполеоновских времён: немцы практически не имели бронетехники и атаковали огневые позиции орудий большими массами пехоты, а расчёты ЗИС-2 отвечали картечным огнём с близких дистанций. Как было отмечено в отчёте соединения,

Массы трупов противника валялись вокруг огневых позиций, а противник всё продолжал наседать.

В ходе боя полком уничтожено до 420 и взято в плен 250 немецких солдат и офицеров, а также подбито два бронетранспортёра. Собственные потери составили 9 человек убитыми и 22 ранеными.
После войны ЗИС-2 состояла на вооружении Советской армии как минимум до 1970-х годов (в 1969 году для них были выпущены новые таблицы стрельбы), однако с середины 1950-х годов они постепенно заменялись на безоткатные пушки Б-10 (82-мм) и Б-11 (107 мм). В 1950-х годах для пушки были разработаны новые снаряды с увеличенной бронепробиваемостью, а также создана модификация пушки, обладающая возможностью ведения боя ночью за счёт применения специальных прицелов.
Некоторое количество ЗИС-2 захвачено немецкими войсками. Трофейным орудиям присвоили индекс 5,7 cm Pak 208(r), однако информация об использовании данных пушек вермахтом отсутствует.
В послевоенные годы ЗИС-2 поставлялись ряду стран и приняли участие в нескольких вооружённых конфликтах. Первым из них стала Корейская война. Перед началом войны войска КНДР имели 24 орудия этого типа, к августу 1953 года их количество увеличилось до 92 штук. Имеется информация об успешном использовании ЗИС-2 Египтом в 1956 году в боях против израильских войск.
ЗИС-2 поставлялись и в другие страны. Пушки этого типа состояли на вооружении китайской армии и производились по лицензии под индексом Type 55. По состоянию на 2007 год, ЗИС-2 всё ещё находились на вооружении армий Алжира, Гвинеи, Кубы и Никарагуа.

## Боеприпасы и баллистика

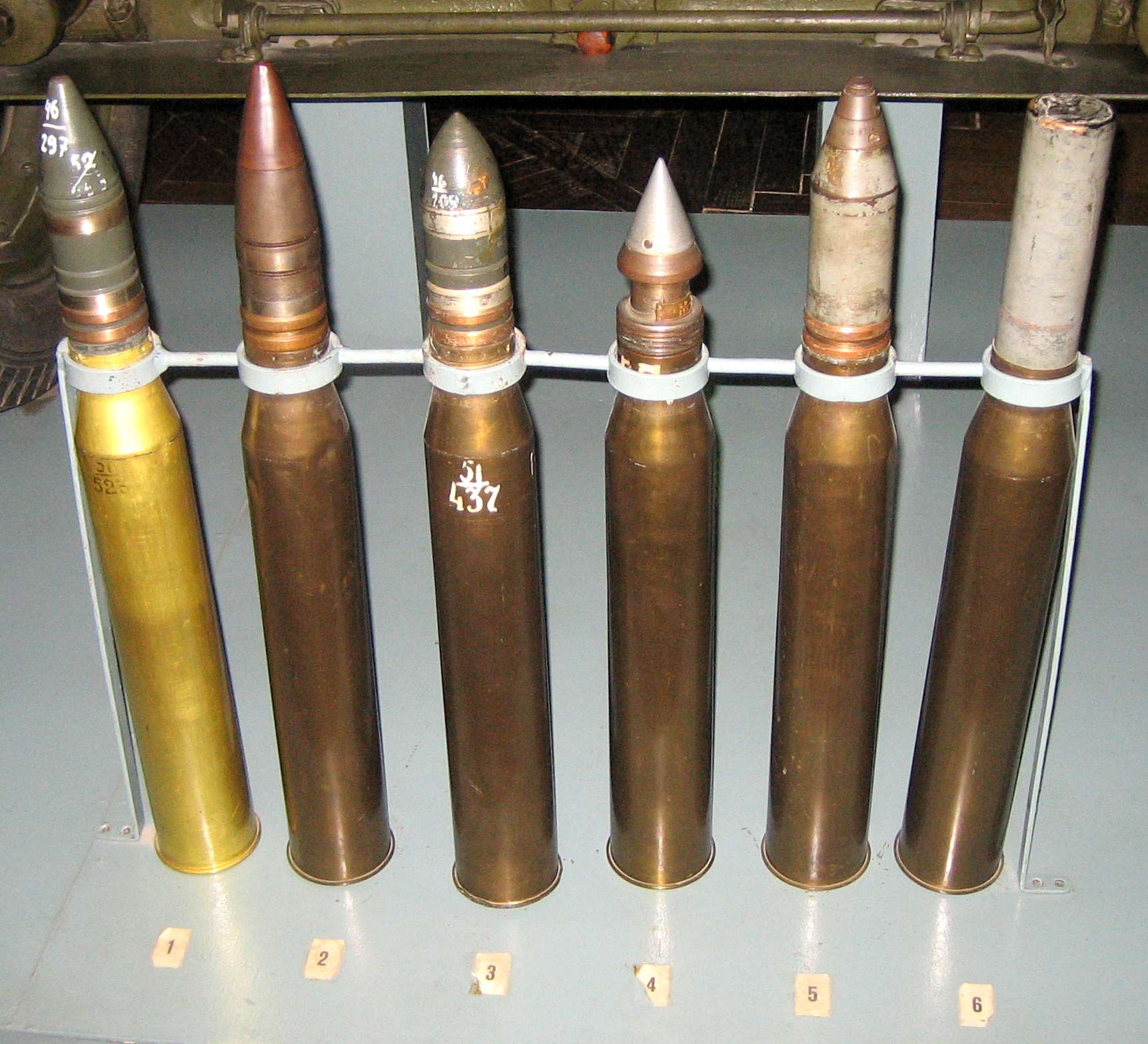
Унитарные выстрелы ЗИС-2 (слева направо):
УБР-271, УБР-271СП, УБР-271К, УБР-271П, УО-271У, УЩ-271

Выстрелы орудия комплектовались в виде унитарного патрона 57×480 мм R. В гильзе размещён заряд из пороха марки 12/7 (позднее использовался также порох марки 14/7): Ж-271Б весом 1,5 кг для бронебойных калиберных снарядов, Ж-271У весом 0,97 кг для осколочных снарядов и картечи, Ж-271П весом 1,7 кг для подкалиберных снарядов. Кроме заряда, в гильзу может укладываться флегматизатор (в выстрелы с бронебойными снарядами) и размеднитель в виде свинцовой пластинки или проволоки весом 18 г (во все выстрелы). В выстрелах послевоенного производства использовались заряды из пороха марки 14/7: А-271Н весом 1,6 кг для снарядов БР-271Н и А-271П весом 1,6 кг для снарядов БР-271П.
Бронебойные снаряды имелись нескольких разновидностей. С 1941 года выпускались тупоголовые снаряды с баллистическим наконечником БР-271 и взрывателем МД-5 (позднее МД-7), а также его вариант в сплошном исполнении (без заряда взрывчатого вещества и взрывателя) БР-271СП. В апреле 1943 года эти снаряды модифицированы (оснащены локализаторами), что улучшило их характеристики. С конца 1944 года применялись остроголовые снаряды БР-271К, более эффективно пробивающие толстую гомогенную броню, широко используемую в немецком танкостроении конца войны. В 1950-х годах в боекомплект орудий включены более эффективные остроголовые снаряды с защитным и баллистическим наконечниками БР-271М. В 1943 году начался выпуск подкалиберных снарядов «катушечной» формы БР-271П, в послевоенное время на вооружение приняты также высокоэффективные подкалиберные снаряды обтекаемой формы БР-271Н.
Вместе с орудием в 1941 году приняты на вооружение осколочные снаряды О-271. С 1943 года вместо них использовались снаряды О-271У в двух вариантах: с одним или двумя ведущими поясками (отличались весом взрывчатого вещества — 204 г в первом случае и 220 г во втором). Вместе со снарядом использовался взрыватель КТМ-1, имевших два ударника — инерционного действия (нижний) и мгновенного действия. При использовании снаряда со снятым предохранительным колпачком срабатывал ударник мгновенного действия, что обеспечивало осколочное действие снаряда (примерная площадь, поражаемая осколками, составляла 20 м по фронту и 3 м в глубину). При использовании снарядов с надетым колпачком срабатывал инерционный ударник, действующий с некоторым замедлением; снаряд при этом успевает углубиться в преграду, что обеспечивает фугасное действие (образуется небольшая воронка). В годы войны имелись жалобы на низкое качество осколочных снарядов (неоднократно отмечались неполноценные разрывы снарядов, либо отсутствие разрывов). В послевоенные годы приняты на вооружение осколочные снаряды О-271УЖ (с двумя железо-керамическими поясками).
Для самообороны орудия от пехоты противника с конца 1944 года применялась картечь Щ-271. Картечь состоит из 324 шт. круглых пуль весом 10,8 г каждая, помещённых в картонный контейнер. При выстреле оболочка контейнера разворачивается в канале ствола и пули вылетают из него с углом разлёта 10—18°. Размер зоны эффективного поражения составляет по фронту до 40 м, в глубину до 200 м.
В послевоенное время для использования в учебных целях производились практические снаряды ПБР-271 и ПБР-271М, имитирующие соответствующие бронебойные снаряды.
В 1958 году начата разработка вращающихся кумулятивных снарядов для ЗИС-2, но на вооружение они не принимались.
| Номенклатура боеприпасов                                                                                            |                 |                 |                         |                         |                        |
| Тип | Индекс выстрела | Вес снаряда, кг | Вес ВВ, г               | Начальная скорость, м/с | Дальность табличная, м |
| Калиберные бронебойные снаряды                                                                                      |                 |                 |                         |                         |                        |
| Тупоголовый с баллистическим наконечником трассирующий со взрывателем МД-5, МД-7 или МД-10                          | УБР-271         | 3,19            | 14 (тротил или А-IX-II) | 990                     | 4000                   |
| Тупоголовый с баллистическим наконечником трассирующий сплошной                                                     | УБР-271СП       | 3,19            | нет                     | 990                     | 4000                   |
| Остроголовый с баллистическим наконечником трассирующий со взрывателем МД-5, МД-7 или МД-10 (в войсках с 1945 года) | УБР-271К        | 3,19            | 18                      | 990                     | 4000                   |
| Остроголовый с бронебойным и баллистическим наконечником трассирующий со взрывателем МД-7 или МД-10 (послевоенный)  | УБР-271М        | 3,19            | нет                     | 1040                    | 4000                   |
| Подкалиберные бронебойные снаряды                                                                                   |                 |                 |                         |                         |                        |
| Подкалиберный трассирующий катушечной формы (в войсках с 1943 года)                                                 | УБР-271П        | 1,79            | нет                     | 1270                    | 1000                   |
| Подкалиберный трассирующий обтекаемой формы (послевоенный)                                                          | УБР-271Н        | 2,4             | нет                     | 1130                    | 1500                   |
| Осколочные снаряды                                                                                                  |                 |                 |                         |                         |                        |
| Осколочная граната со взрывателем КТМ-1                                                                             | УО-271          | 3,68            | 218                     | 700                     | 8400                   |
| Осколочная граната (с одним или двумя ведущими поясками) со взрывателем КТМ-1 или КТМ-1-У (в войсках с 1943 года)   | УО-271У         | 3,67            | 204 (220)               | 700                     | 8400                   |
| Осколочная граната (с двумя железо-керамическими ведущими поясками) со взрывателем КТМ-1 или КТМ-1-У (послевоенная) | УО-271УЖ        | 3,75            | 220                     | 700                     | 8400                   |
| Картечь |                 |                 |                         |                         |                        |
| Картечь (в войсках с 1945 года)                                                                                     | УЩ-271          | 3,66            | 324 пули                | ?                       | 200                    |
| Практические снаряды                                                                                                |                 |                 |                         |                         |                        |
| Практический трассирующий (послевоенный)                                                                            | УПБР-271        | 3,14            | нет                     | 990                     | 4000                   |
| Практический трассирующий (послевоенный)                                                                            | УПБР-271М       | 2,8             | нет                     | 1040                    | 4000                   |

| Таблица бронепробиваемости для ЗИС-2 |                          |                          |
| Остроголовый калиберный бронебойный снаряд БР-271К |                          |                          |
| Дальность, м | При угле встречи 60°, мм | При угле встречи 90°, мм |
| 100 | 91                       | 112                      |
| 300 | 84                       | 103                      |
| 500 | 76                       | 94                       |
| 1000 | 60                       | 74                       |
| 1500 | 46                       | 57                       |
| 2000 | 35                       | 44                       |
| Тупоголовый калиберный бронебойный снаряд БР-271 |                          |                          |
| Дальность, м | При угле встречи 60°, мм | При угле встречи 90°, мм |
| 100 | 93                       | 114                      |
| 300 | 89                       | 109                      |
| 500 | 84                       | 103                      |
| 1000 | 74                       | 91                       |
| 1500 | 64                       | 79                       |
| 2000 | 56                       | 69                       |
| Остроголовый калиберный бронебойный снаряд с защитным и баллистическим наконечником БР-271М |                          |                          |
| Дальность, м | При угле встречи 60°, мм | При угле встречи 90°, мм |
| 500 | 95                       | 115                      |
| 1000 | 85                       | 105                      |
| 1500 | 75                       | 95                       |
| 2000 | 65                       | 85                       |
| Подкалиберный бронебойный снаряд катушечной формы БР-271П |                          |                          |
| Дальность, м | При угле встречи 60°, мм | При угле встречи 90°, мм |
| 100 | 155                      | 190                      |
| 300 | 137                      | 168                      |
| 500 | 120                      | 147                      |
| 1000 | 83                       | 101                      |
| Подкалиберный бронебойный снаряд обтекаемой формы БР-271Н |                          |                          |
| Дальность, м | При угле встречи 60°, мм | При угле встречи 90°, мм |
| 500 | 135                      | 155                      |
| 1000 | 125                      | 140                      |
| 1500 | 100                      | 125                      |
| Приведённые данные относятся к советской методике расчёта пробивной способности (для снарядов военного времени это формула Жакоб де-Марра для цементированной брони с коэффициентом K = 2400). Следует помнить, что показатели бронепробиваемости могут заметно различаться при использовании различных партий снарядов и различной по технологии изготовления брони. |                          |                          |

## Оценка проекта
К 1941 году противотанковая артиллерия большинства стран мира была представлена пушками калибра 25-47 мм. Данные орудия успешно поражали легкобронированные танки 1930-х годов, но против новых хорошо защищённых машин — таких, как британская «Матильда», французский Char B1 и советские Т-34 и КВ — их эффективность была невысока, что привело к разработке более мощных противотанковых орудий. К 1941 году в СССР, Германии, Великобритании и США были разработаны противотанковые пушки калибра 50—57 мм, характеристики которых представлены в таблице. Также для сравнения представлены характеристики наиболее массовой противотанковой пушки Германии — 75-мм Pak 40.
| Тактико-технические характеристики противотанковых орудий калибра 50—75 мм          |                                           |                     |                |                           |                     |
| Характеристика                                                                      | ЗИС-2                                     | Pak 38              | 6-pdr Mk.II    | M1                        | Pak 40              |
| Страна                                                                              | Союз Советских Социалистических Республик | Нацистская Германия | Великобритания | Соединённые Штаты Америки | Нацистская Германия |
| Калибр, мм/длина ствола, клб.                                                       | 57/73                                     | 50/60               | 57/43          | 57/50                     | 75/46               |
| Масса в боевом положении, кг                                                        | 1050                                      | 930                 | 1150           | 1215                      | 1425                |
| Угол горизонтального наведения, °                                                   | 57                                        | 65                  | 90             | 90                        | 65                  |
| Масса калиберного бронебойного снаряда, кг                                          | 3,19                                      | 2,05                | 2,85           | 2,85                      | 6,8                 |
| Начальная скорость калиберного бронебойного снаряда, м/с                            | 990                                       | 823                 | 815            | 853                       | 792                 |
| Бронепробиваемость калиберным бронебойным снарядом под углом 60° на дистанции 500 м | 84                                        | 49                  | 51             | 78                        | 72                  |
| Коэффициент использования металла, кгм/кг                                           | 150                                       | 78                  | 84             | ?                         | 144                 |

Приведённые данные показывают превосходство советского орудия над аналогами как по расчётной бронепробиваемости, так и в подвижности. Немецкая 50-мм пушка Pak 38 легче ЗИС-2 на 120 кг, но при этом сильно уступает советскому орудию в начальной скорости, массе снаряда и почти в два раза — в расчётной бронепробиваемости, а также имеет демаскирующий орудие при стрельбе дульный тормоз. Английская 6-фунтовая пушка Mk.II на 100 кг тяжелее советской — при значительно меньшей начальной скорости и более лёгком снаряде, что приводит к существенно меньшей расчётной бронепробиваемости; из плюсов английского орудия можно отметить больший угол горизонтального наведения. Американская 57-мм пушка M1 — модификация английской 6-фунтовой пушки — ещё тяжелее вследствие более длинного ствола; начальная скорость несколько возросла, но всё равно осталась существенно ниже, чем у советского орудия. Советское орудие, при сравнении с аналогами, имеет очень высокий коэффициент использования металла, что говорит о его конструктивном совершенстве. Кроме того, в отличие от иностранных орудий, ЗИС-2 представляет собой дуплекс — на её лафете выпускалась 76-мм дивизионная пушка ЗИС-3; выпуск двух орудий, использующих один лафет, значительно упрощает и удешевляет производство. 57-мм пушка ЗИС-2, американскими специалистами, оценивалась как лучшее среднее противотанковое орудие Второй мировой войны.
Даже в сравнении с более тяжёлым орудием — немецкой 75-мм противотанковой пушкой Рак 40 — ЗИС-2 также имеет преимущества в бронепробиваемости, рассчитанной как по советской, так и по немецкой методике. На службе вермахта ЗИС-2 обозначалась как 5,7-cm Panzerabwehrkanone 208(r) и её пробивные свойства при стрельбе снарядом БР-271М оценивались как 140 мм гомогенной брони при попадании по нормали на дистанции огня 500 метров. При том же расстоянии и при небольшом угле встречи относительно в 30° этот показатель Pak 40 при использовании калиберного бронебойного снаряда PzGr.39 составлял 96 мм, что в пересчёте на условия нормального попадания даёт толщину пробиваемой броневой плиты около 120 мм.
Превзойти ЗИС-2 по расчётной бронепробиваемости смогли лишь появившиеся в 1943—1944 годах мощные противотанковые пушки — такие, как британская 76-мм Q.F. 17 Pounder весом более двух тонн, немецкая 88-мм Pak 43/41 весом более 4 тонн и 100-мм советская БС-3 весом более трёх тонн, а также мелкосерийная немецкая 75/55-мм противотанковая пушка Pak 41 с коническим каналом ствола. Высокие характеристики ЗИС-2 вызвали интерес союзников, которым по их просьбе в конце 1943 года было предоставлено несколько орудий, прошедших испытания в Великобритании и США.
Для оценки роли и места ЗИС-2 в советской артиллерии нужно сравнить её характеристики с данными других советских противотанковых орудий, а также с показателями бронирования немецкой бронетехники на разных этапах войны.
| Тактико-технические характеристики советских противотанковых орудий                  |              |              |       |       |        |
| Характеристика                                                                       | обр. 1937 г. | обр. 1942 г. | ЗИС-2 | ЗИС-3 | БС-3   |
| Год поступления в войска                                                             | 1937         | 1942         | 1941  | 1941  | 1944   |
| Калибр, мм/длина ствола, клб.                                                        | 45/46        | 45/68,6      | 57/73 | 76/40 | 100/56 |
| Масса в боевом положении, кг                                                         | 560          | 625          | 1050  | 1200  | 3650   |
| Бронепробиваемость калиберным бронебойным снарядом под углом 90° на дистанции 500 м  | 43           | 61           | 103   | 70    | 160    |
| Бронепробиваемость калиберным бронебойным снарядом под углом 90° на дистанции 1000 м | 35           | 51           | 91    | 60    | 150    |
| Бронепробиваемость подкалиберным снарядом под углом 90° на дистанции 500 м           | 51           | 81           | 147   | 90    | нет    |

| Характеристики бронирования немецкой бронетехники |              |                 |               |               |                 |                 |              |          |       |           |
| Характеристика                                    | Pz.II Ausf.F | Pz.38(t) Ausf.G | Pz.III Ausf.J | Pz.IV Ausf.F1 | StuG III Ausf.E | StuG III Ausf.G | Pz.IV Ausf.H | Pz.V     | Pz.VI | Pz.VIB    |
| Год поступления в войска                          | 1941         | 1941            | 1941          | 1941          | 1941            | 1943            | 1943         | 1943     | 1943  | 1944      |
| Бронирование лба корпуса, мм                      | 35           | 50              | 50            | 50            | 50              | 80              | 80           | 80 (139) | 100   | 150 (233) |
| Бронирование борта корпуса, мм                    | 15           | 30              | 30            | 30            | 30              | 30              | 30           | 50 (58)  | 80    | 80 (88)   |

Приведённые данные показывают, что на 1941 год мощность ЗИС-2 являлась избыточной, при том что характеристики хорошо освоенных в производстве и технологичных 76-мм и 45-мм орудий позволяли успешно решать задачу борьбы с немецкой бронетехникой. В этих условиях серийное производство узкоспециализированной противотанковой пушки ЗИС-2 (76-мм пушки, помимо противотанковых задач, выполняли функции дивизионных орудий, а 45-мм пушки — батальонных орудий) не являлось целесообразным. К 1943 году обстановка изменилась: на вооружение немецкой армии поступили танки и САУ с усиленным бронированием (особенно лобовым), что привело к резкому снижению эффективности 76-мм и 45-мм орудий. В этой ситуации возникла потребность в мощной противотанковой пушке, что и послужило причиной восстановления производства ЗИС-2. Возможности ЗИС-2 позволяли на типичных дистанциях боя уверенно поражать 80-мм лобовую броню наиболее распространённых немецких средних танков Pz.IV и штурмовых САУ StuG III, а также бортовую броню танка Pz.VI «Тигр»; на дистанциях менее 500 м поражалась и лобовая броня «Тигра», не поражаемая из 45-мм пушек вообще, а из 76-мм пушек — лишь подкалиберным снарядом с дистанций менее 300 м. При использовании подкалиберных снарядов возможности ЗИС-2 возрастали ещё больше. Тем не менее заменить 45-мм и 76-мм пушки в противотанковых подразделениях ЗИС-2 так и не смогли вследствие относительно небольшого количества выпущенных орудий. На 10 мая 1945 года в Советской армии имелось около 3200 57-мм пушек — при том, что 45-мм пушек было около 23 500, а 76-мм пушек — около 40 100.

## Сохранившиеся экземпляры
Благодаря большому количеству выпущенных экземпляров и долгой службе в ряде стран, большое количество ЗИС-2 сохранилось в музеях, а также в виде памятников, прежде всего в странах бывшего СССР. В частности, ЗИС-2 можно увидеть в Музее артиллерии и инженерных войск в Санкт-Петербурге, Центральном музее Вооружённых Сил в Москве, городе Подольске — памятник курсантам Подольских военных училищ, в Музее отечественной военной истории в деревне Падиково Московской области, в Музее героической обороны и освобождения Севастополя на Сапун-горе в Севастополе, в Белорусском государственном музее истории Великой Отечественной войны в г. Минске, в Ижевске, в Музейном комплексе УГМК (г. Верхняя Пышма,Свердловская область), в Музее польской армии в Варшаве, в американском военном музее (Абердинского полигона), в музее Батей-ха-осеф в Израиле и многих других. В качестве памятников ЗИС-2 установлены на постаментах во многих городах и населённых пунктах бывшего Советского Союза. Так, ЗИС-2 — наряду с гаубицей М-30 — установлена в Сквере Славы в Новосибирске.

## ЗИС-2 в сувенирной и игровой индустрии

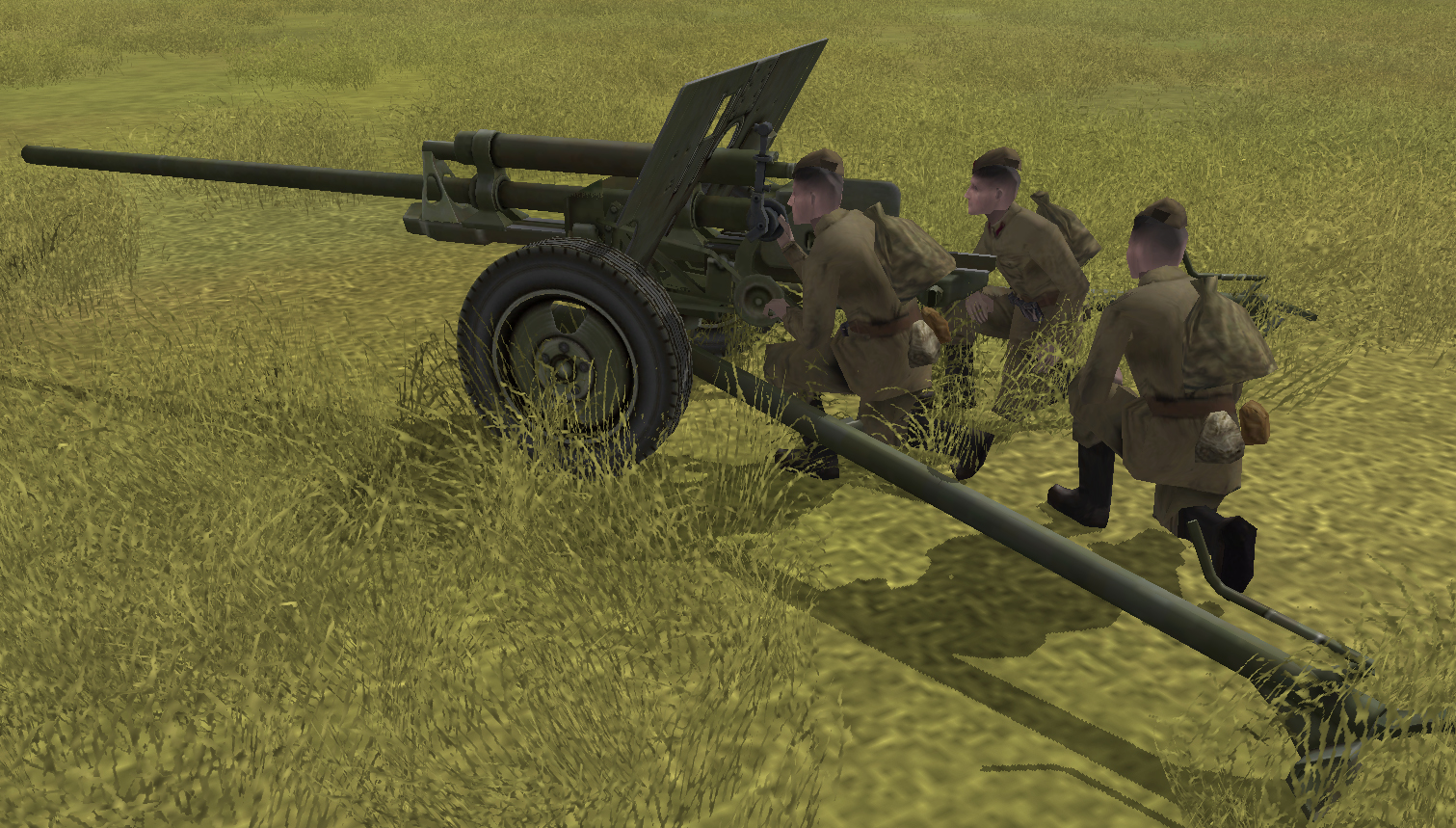
ЗИС-2 в компьютерной игре «Вторая мировая»

Сборные пластиковые модели-копии ЗИС-2 выпускаются несколькими производителями. Модель симферопольского предприятия «МиниАрт» в масштабе 1:35 создана на базе модели орудия ЗИС-3. Фирмой Maquette в масштабе 1:35 выпускается модель ЗИС-2 с передком, также на базе модели ЗИС-3. В масштабе 1:72 украинской фирмой UM выпускается модель ЗИС-2 как сама по себе, так и в комплекте с грузовым автомобилем ГАЗ-ААА.
ЗИС-2 можно увидеть в ряде компьютерных игр. Наиболее часто орудие представлено в стратегиях различной направленности: стратегиях в реальном времени, таких как Sudden Strike, «В тылу врага 2: Братья по оружию», «Блицкриг» и варгеймах, таких как Combat Mission II: Barbarossa to Berlin и получившая высокие оценки критиков за реалистичность «Вторая мировая».
ЗИС-2 и её танковый вариант ЗИС-4 представлены в игре «World of Tanks».
В игре War Thunder в исполнении ЗИС-30, и Т-34-57

## Операторы
По состоянию на 2020 год ЗИС-2 остаётся на вооружении ряда стран:
- Алжир — 160 ЗИС-2 по состоянию на 2018 год[48]
- Гвинея — две ЗИС-2 по состоянию на 2022 год[49]
- Куба — 600 ЗИС-2 по состоянию на 2020 год[50]
- Намибия — несколько ЗИС-2 по состоянию на 2020 год[51]
- Никарагуа — 174, из которых более 90 на хранении ЗИС-2 по состоянию на 2020 год[52]
- Конго — 5 ЗИС-2, по состоянию на 2021 год[53]
- Того — 5 ЗИС-2 по состоянию на 2020 год[54]

### Статус неизвестен
- Йемен — хуситы применяют некоторое количество ЗИС-2, по состоянию на 2017 год[55][неавторитетный источник]

### Бывшие операторы
- СССР
- Египет
- КНДР
- Китай — лицензионное производство
- Вьетнам